# Харан (ханство)
Харан — туземное княжество Британской Индии, существовавшее на территории Белуджистана до середины XX века.

## История
История Харана прослеживается с конца XVII века. Это было ханство, вассальное по отношению к Калату («The Imperial Gazetteer of India» описывает его как «квазинезависимое племенное образование»).
В 1884 году Роберт Сандеман (агент генерал-губернатора Индии в Белуджистане), посетил хана Харана и назначил ему денежное содержание от британского правительства.
В 1940 году ханство Харан обрело самостоятельность.
После раздела Британской Индии ханства Калат, Харан, Лас Бела и Макран объединились 3 октября 1952 года в Союз государств Белуджистана.

## Список правителей
- Динар II
- Шахдад I
- Рахмат
- 1711—1747 Пурдил
- 1747 Аббас II
- 1747—1759 Шахдад II
- 1759—1796 Десконегутс
- 1796—1810? Джахангир
- 1810?-1833 Аббас III
- 1833—1885 Азад
- 1885—1909 Новруз
- 1909—1911 Мохаммад Якуб
- 1911—1955 Хабибулла